# Кенес (Шал-акина район)
Кене́с (каз. Кеңес) — село у складі району Шал-акина Північноказахстанської області Казахстану. Входить до складу Жанажольського сільського округу.
Населення — 248 осіб (2021; 285 у 2009, 380 у 1999, 367 у 1989).
Національний склад станом на 1989 рік:
- казахи — 100 %.